# Christoph Zenger

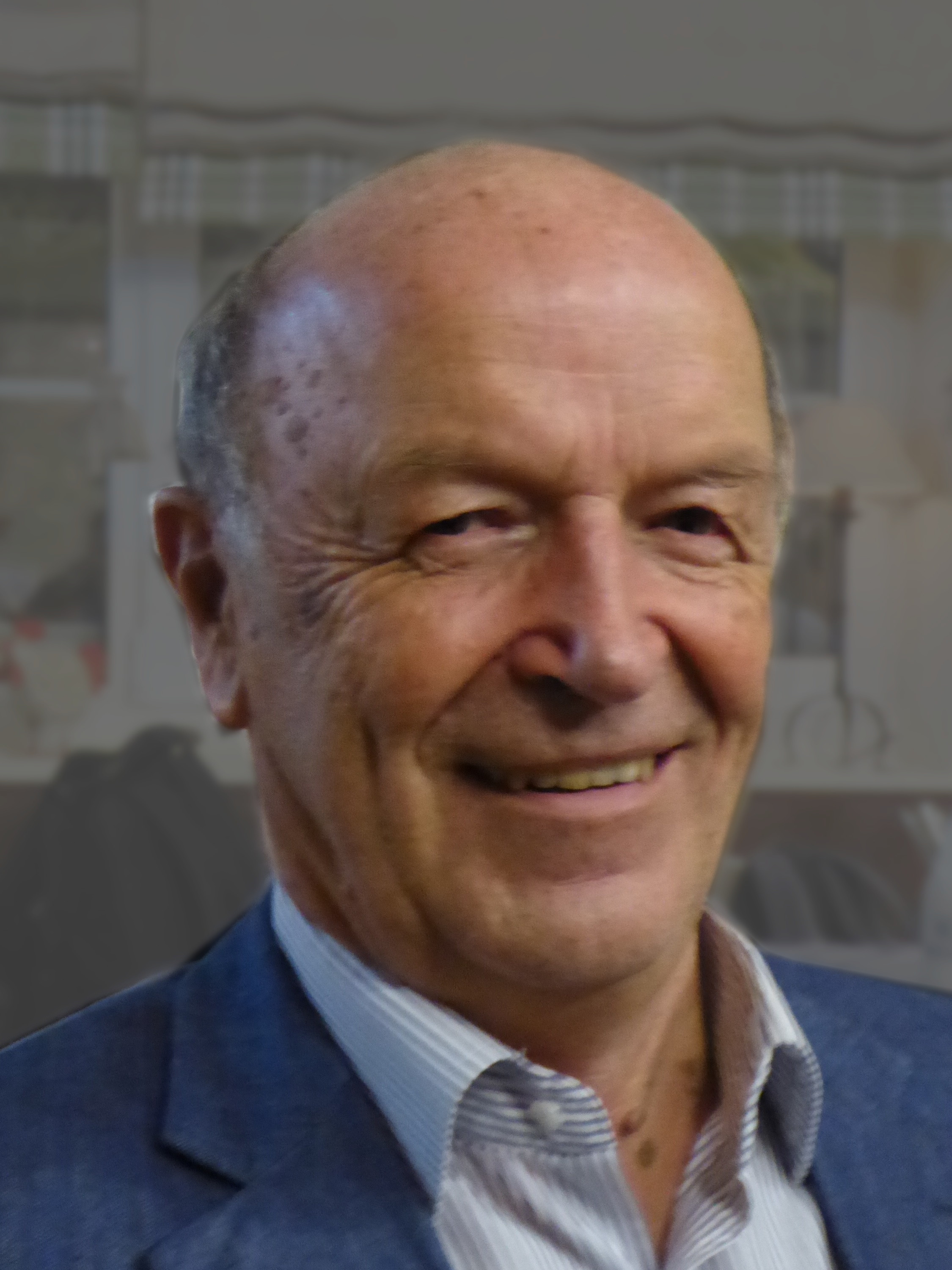
Christoph Zenger 2015

Christoph Zenger (vollständiger Name: Christoph Wilhelm Zenger, * 10. August 1940 in Lindau) ist ein deutscher Mathematiker, Informatiker und Hochschullehrer.

## Leben
Zenger besuchte das Progymnasium Meersburg und dann das Alexander-von-Humboldt-Gymnasium Konstanz.
Dieses schloss er mit dem Abitur als bester Mathematiker und Physiker ab, wozu ihm der Humboldtpreis verliehen wurde.
Von 1959 bis 1964 studierte er an der Ludwig-Maximilians-Universität München Mathematik und Physik.
Sein Studium schloss er 1964 mit dem Diplom für Physik ab.
Von 1965 bis 1976 war Zenger wissenschaftlicher Mitarbeiter am Leibniz-Rechenzentrum der Bayerischen Akademie der Wissenschaften in München.
Zenger promovierte 1967 bei Friedrich Ludwig Bauer zum Thema „Verallgemeinerte Wertevorräte von Matrizen“ und habilitierte sich 1975 mit einer Arbeit zum Thema Minimale subadditive Einschliessungsgebiete für die Eigenwerte von Matrizen im Fachgebiet Mathematik an der Technischen Universität München.
1976 erhielt er einen Ruf an die Fakultät für Mathematik der Technischen Universität München.
1980 wechselte Zenger als Ordinarius für Informatik an die Universität der Bundeswehr München.
1982 kehrte er an die Technische Universität München zurück.
Er übernahm den Lehrstuhl für Informatik mit Schwerpunkt Wissenschaftliches Rechnen und wurde Ordinarius für Ingenieuranwendungen in der Informatik und numerische Programmierung.
2005 wurde er emeritiert, die Technische Universität München verlieh ihm den Ehrentitel Emeritus of Excellence.

## Forschungsinteressen
Zenger arbeitet auf einem Grenzgebiet zwischen Mathematik und Informatik. Er widmet sich vor allem der Erforschung partieller Differentialgleichungen und verfasste bahnbrechende Arbeiten zur Effizienzsteigerung von „Multilevel-Verfahren“, die letztlich auf die Lösung von linearen Gleichungssystemen mit einer erheblich reduzierten Anzahl von Unbekannten führen, ohne an Genauigkeit zu verlieren.
Ein weiterer Schwerpunkt seiner wissenschaftlichen Arbeit sind daneben Ingenieuranwendungen der Informatik und Höchstleistungsrechnen.
Zu den neueren Forschungen zählen:
- im Auftrag der Deutschen Forschungsgemeinschaft:
  - Numerische Simulation von Fluid-Struktur-Wechselwirkungen auf kartesischen Gittern
- im Auftrag des Bundesministeriums für Bildung, Forschung, Wissenschaft und Technologie:
  - „Neue mathematische Verfahren in Industrie und Dienstleistungen“
  - Effiziente, robuste und genaue Löser für die linearen Gleichungssysteme resultierend aus den mechanistischen Modellen zur Simulation zeitabhängiger zweiphasen Wasser-Dampf-Strömungen.
- KONWIHR: Kompetenznetzwerk für Technisch-Wissenschaftliches Hoch- und Höchstleistungsrechnen in Bayern:
  - LIA: Lehre, Infrastruktur, Außendarstellung
  - SkvG: Strömungen in komplizierten, veränderlichen Geometrien

## Mitgliedschaften und wissenschaftliches Engagement
Christoph Zenger war ab 1985 Mitglied des Direktoriums des Leibniz-Rechenzentrums.
Zenger gehörte zu den Initiatoren des Bayerischen Forschungsverbunds für Technisch-Wissenschaftliches Hochleistungsrechnen (FORTWIHR).
Von 1992 bis 1995 war Zenger Gründungssprecher und von 1992 bis 2000 Mitglied des Vorstands dieses Verbundes.
Anliegen des Verbundes war die Förderung der interdisziplinären Zusammenarbeit von Ingenieuren, Naturwissenschaftlern, Mathematikern und Informatikern unter Einsatz von Hochleistungsrechnern für die anwendungsorientierte Forschung in Bayern.
Von 1994 bis 2000 war Zenger Mitglied der Rechnerkommission der Deutschen Forschungsgemeinschaft (DFG).
1995 wurde Zenger Sekretär der Kommission für Informatik bei der Bayerischen Akademie der Wissenschaften.
Seit 2000 ist Zenger ordentliches Mitglied der Mathematisch-naturwissenschaftlichen Klasse der Bayerischen Akademie der Wissenschaften.
Er ist Stellvertretender Vorsitzender der Kommission Forum Technologie der Bayerischen Akademie der Wissenschaften.
Von 1996 bis 2005 war Zenger Direktor der gemeinsamen jährlichen Ferienakademie Sarntal der Technischen Universität München, der Universität Erlangen-Nürnberg und der Universität Stuttgart.
Außerdem gründete er zusammen mit der Russischen Akademie der Wissenschaften, der Technischen Universität München, der Staatlichen Universität Sankt Petersburg und dem Steklow-Institut für Mathematik die Ferienakademie Joint Advanced Student School (JASS), die jährlich in Sankt Petersburg stattfindet.
Von 2000 bis 2002 war Zenger Sprecher des Sonderforschungsbereichs 438: Mathematische Modellierung, Simulation und Verifikation in materialorientierten Prozessen und intelligenten Systemen.
Daneben ist Zenger Mitglied der „Arbeitsgemeinschaft Gesellschaftsberatung / Zukunftsfragen“ der Union der deutschen Akademien der Wissenschaften.

## Ehrungen
- 2001: Bundesverdienstkreuz am Bande
- Ehrendoktor der Universität Konya, Türkei
- 2004: Ehrendoktor der Staatlichen Universität Sankt Petersburg
- 2008: Ehrendoktor der Friedrich-Alexander-Universität Erlangen-Nürnberg[2]

## Zengers Doktoranden und Habilitanden
Zenger betreute über 30 Doktoranden, darunter:
- Hans-Joachim Bungartz
- Reinhard Fößmeier
- Albert Gilg
- Michael Griebel
- Michael Günther
- Peter Korbinian Lory
- Ulrich Rüde
- Rüdiger U. Seydel

## Familie und privates Engagement
Zenger war als Kind und Jugendlicher Mitglied der Pfadfinder und engagierte sich in dieser Organisation später als Pfadfinderführer.
Zenger ist seit 1964 verheiratet mit der Mathematikerin Elisabeth Zenger, geborene Apfelbacher.
Das Ehepaar hat 4 Kinder.
Zenger war Pfarrgemeinderatsvorsitzender und engagierte sich bei der Gründung der Pfarrei St. Bonifatius in Haar.
Außerdem war er Mitbegründer der Musikschule in Haar und Vorsitzender ihres Schulträgervereins.
Zengers Vater Christoph Michael Zenger schrieb das Buch Die Zenger von Nappurg und Trausnitz über das Adelsgeschlecht der Zenger.
Darin erwähnt er die wahrscheinliche Abstammung seiner Familie von Georg Zenger, der im 18. Jahrhundert Hirte in Roggenstein oder Kaimling war.

## Werke
- mit Haydar Bulgak: Error Control and Adaptivity, 2008, Springer, ISBN 978-0-7923-5809-1
- A cache-oblivious self-adaptive full multigrid method. 2006.
- Der Fluch der Dimension in der numerischen Simulation. 2004.
- mit Michael Breuer und Franz Durst: High-performance Scientific and Engineering Computing (FORTWIHR), 2002, Springer, ISBN 978-3-642-55919-8
- mit Hans-Joachim Bungartz und Michael Griebel: Einführung in die Computergraphik. Vieweg, Braunschweig 2002, ISBN 978-3-528-16769-1
- mit Rita Meyer-Spasche und Martin Rast: Nichtlineare Dynamik, Chaos und Strukturbildung, 1997, Akademischer Verlag München, ISBN 978-3-929115-94-9
- mit Sascha Hilgenfeldt und Robert Balder: Sparse Grids. SFB, München 1995.
- mit Michael Griebel und Michael Schneider: A combination technique for the solution of sparse grid problems. SFB, München 1990.